# 垂直接線

関数 ƒ(x) の点 x=c における垂直接線

数学および微分積分学における垂直接線（すいちょくせっせん、英: vertical tangent）とは、垂直であるような接線のことをいう。垂線は傾きが無限大であるため、グラフに垂直接線があるような関数は、その接点において微分可能ではない。

## 極限の定義
関数 ƒ が点 x = a において垂直接線を持つための十分条件は、その導関数を得る際に用いる差分商が無限大の極限を持つことである：
{\displaystyle \lim _{h\to 0}{\frac {f(a+h)-f(a)}{h}}=+\infty \quad {\text{or}}\quad \lim _{h\to 0}{\frac {f(a+h)-f(a)}{h}}=-\infty .}
上の第一式は、傾きが上向きの垂直接線に対応し、第二式は下向きの垂直接線に対応する。非公式的な言い方をすれば、ƒ のグラフの x = a において垂直接線が存在するための十分条件は、その点における ƒ の導関数が正か負の無限大であることである。
連続関数に対し、導関数の極限を取ることにより、垂直接線を見つけることがしばしば可能となる。もし
{\displaystyle \lim _{x\to a}f'(x)=+\infty }
であるなら、ƒ は x = a において傾きが上向きの垂直接線を必ず持つ。同様に、もし
{\displaystyle \lim _{x\to a}f'(x)=-\infty }
であるなら、ƒ は x = a において傾きが下向きの垂直接線を必ず持つ。それらいずれの状況においても、ƒ の垂直接線はその導関数のグラフの垂直漸近線として得られる。

## 垂直尖点
垂直接線と密接に関連している概念に、垂直尖点がある。これは、片側微分がいずれも無限大であるが、片方は正でもう片方は負の時に起こる。例えば、
{\displaystyle \lim _{h\to 0^{-}}{\frac {f(a+h)-f(a)}{h}}=+\infty \quad {\text{and}}\quad \lim _{h\to 0^{+}}{\frac {f(a+h)-f(a)}{h}}=-\infty }
が成り立つなら、ƒ のグラフには、左側では上向き、右側では下向きに伸びる尖点が存在する。
垂直接線と同様に、連続関数の導関数の極限を調べることで垂直接点を見つけることも、しばしば可能となる。例えば、
{\displaystyle \lim _{x\to a^{-}}f'(x)=-\infty \quad {\text{and}}\quad \lim _{x\to a^{+}}f'(x)=+\infty }
が成り立つなら、ƒ のグラフには左側では下向き、右側では上向きに伸びる尖点が存在する。これは、左側では {\displaystyle \infty } に、右側では {\displaystyle -\infty } に向かう、導関数のグラフ上の垂直漸近線に対応する。

## 例
関数
{\displaystyle f(x)=x^{1/3},f'(x)={\frac {1}{3x^{2/3}}}}
は、連続かつ
{\displaystyle \lim _{x\to 0}f'(x)=\infty }
が成り立つため、x = 0 において垂直接線を持つ。
同様に、関数
{\displaystyle g(x)=x^{2/3},g'(x)={\frac {2}{3x^{1/3}}}}
は、連続かつ
{\displaystyle \lim _{x\to 0^{-}}g'(x)=-\infty }
および
{\displaystyle \lim _{x\to 0^{+}}g'(x)=+\infty }
が成り立つため、x = 0 において垂直尖点を持つ。